# Mental Research Institute of Palo Alto
Pour les articles homonymes, voir MRI.
Le Mental Research Institute est un institut de recherche fondé en 1959 à Palo Alto en Californie par le psychiatre Donald deAvila Jackson.
Influent dans l'approche par la théorie systémique de la psychothérapie, il fait référence en matière de thérapie familiale et de thérapie brève.
On parle plus souvent du mouvement de pensée qui en est la source en évoquant l'École de Palo Alto.
Le centre de thérapie brève du MRI a été fondé par Dick Fisch en 1965. Il est actuellement dirigé par Karin Schlanger, co-auteur, avec Dick Fisch, de l’ouvrage : Traiter les cas difficiles. Les réussites de la thérapie brève, paru au Seuil en 2005.